# Pod milim nebom
Pod milim nebom je pustolovski roman slovenske pisateljice Dese Muck. Govori o dveh dekletih, ki sta bili naveličani ukazovanja staršev, šolskih testov in tega, da nista imeli svobode. Želeli sta oditi v Ameriko in tam zasloveti kot pisateljica ali igralka. Na svojem potovanju pa sta ugotovili, da pot do slave le ni tako enostavna kot sta si jo zamislili.
Dobili sta se na hribu in skupaj šli na avtobus. Pustolovščina se tako nadaljuje.

## Obnova
Vlasta in Taja sta si želeli postati slavni. Na Vlastino idejo sta se odločili, da bosta pobegnili od doma, odpotovali v Ameriko in tam postati slavni.
Nekega dne pa odideta po pouku od doma. Njuna prva postaja je bil Ankaran, kamor sta prišli z avtobusom. Mislili sta, da bosta lahko vlomili v hišo Vlastine družine, kar pa je bilo nemogoče, saj je bila dodatno zaščitena z zabitimi deskami čez okna in vrata. Kmalu ju je po Ankaranu podil oskrbnik, saj je prepoznal Vlasto in sklepal, da sta punci pobegnili od doma.

Nato sta se znašli v Kopru, kjer sta obiskali cirkus. Tam sta spoznali tri mlade klovne, njunih starosti. Ker so videli, da nimata kje prenočiti, so jima ponudili prenočišče. Naslednjega dne sta se zgodaj zjutraj odpravili v Piran. Ko sta pojedli kosilo, so k sosednji mizi sedli trije zanimivi možje. Pripravili so ju do tega, da sta jim plačali pivo. Ko so jima ponudili prenočišče, sta bili veseli in sta odšli z njimi. Naslednje jutro pa sta ugotovili, da le niso tako pošteni, kot sta sprva mislili. Ugotovili sta, da so to le trije alkoholiki, ki ne morejo živeti brez pijače. Fantje so v zameno za prenočišče in hrano hoteli denar. Ker ga nista imeli, so ju prisilili, da sta odšli beračit. Uspe  jima je pobegniti in že sta bili v Savudriji.

Tam sta se zatekli v gostilno. Prijazna natakarica jima je ponudila hrano, punci pa sta ji priznali, da sta pobegnili od doma. Ker natakarica ni želela, da se Vlasti in Taji kaj slabega pripeti, je poklicala policijo. Hitro sta pobegnili do obale in jim poskušali ubežati. Ko sta že mislili, da je vsega konec, sta nad sabo zaslišali glas. Po vrvi sta splezali navzgor in se skrili. Znašli sta se v avstrijski zdravstveni koloniji za otroke, ki jim pri zdravljenju koristi morski zrak. 
 Prespali sta pri njih, naslednje jutro pri poslavljanju pa sta dobili v dar potovalko umrlega dečka Dietrija in denar, ki so ga zbrali zanju. Odpravili sta se naprej in sklenili, da bosta štopali, saj sta že precej utrujeni.

Ustavil jima je kmet, ki jima se ponudil prevoz, kosilo in še prenočišče. Zjutraj se je pri njem pojavila policija, a deklet ni izdal. Njegova žena jima je dala nekaj denarja za avtobus in jima pokazala, kje lahko pobegneta. 

Naslednji večer sta našli zapuščeno hišo, v kateri sta se nastanili. Kmalu sta dobili sostanovalca Marjana in Rudija. Tudi onadva sta pobegnila od doma. Vlasti in Taji je bil Marjan takoj všeč, za Rudija pa se nista zmenili, saj je bil na začetku prav zoprn. Ker sta se Vlasta in Rudi kasneje veliko družila, sta se zbližala in zaljubila. Prav tako je bilo z Marjanom in Tajo. Nekega jutra sta policaja potrkala na vrata, jih prepoznala in odpeljala na policijsko postajo. Fanta so odpeljali domov, dekleti pa je Tajin oče prišel iskat naslednje jutro. Bil je zelo jezen na dekleti, še posebej na Vlasto, saj je menil, da je to le njena krivda. Zato je Tajo prepisal na drugo šolo. Vlasta je bila srečna, da je doma, a hkrati žalostna, ker je izgubila Tajo, Marjana in Rudija.

## Nauk zgodbe
- Ne zaupaj ljudem, ki jih ne poznaš, nikoli ne pobegni od doma.

Vlasta in Taja sta na to pravilo popolnoma pozabili. Na prvi pogled prijazni možje so se jima prikupili, ker sta videli, da jih vsi pozdravljajo. Menili sta, da so v redu in nobena ni niti v sanjah pomislila kaj vse bosta morali pretrpeti zaradi njih. A po toči zvoniti je prepozno. Zjutraj sta videli, da so to le trije alkoholiki, brez službe in primernega stanovanja. Ker niso imeli denarja, so bili pripravljeni storiti vse, da bi ga dobili, saj so nujno potrebovali alkohol. 
- Ljubo doma, kdor ga ima.

V njunih dogodivščinah sta Taja in Vlasta ugotovili, da je borba za preživetje težka. Ni lahko najti prenočišča, da ne govorimo o denarju. Doma jima za to ni bilo treba skrbeti, saj sta imeli starše. Brez njih pa sta se morali sami spopasti s temi problemi. 

## Podatki o knjigi
- Oblikovanje ovitka: Jure Kocbek
- Lektoriral: Stanislav M. Maršič
- Mohorjeva založba
- Napisala : Desa Muck